# Nicolás Bertolo
Nicolás Santiago Bertolo (Córdoba, Argentina; 2 de enero de 1986) es un futbolista argentino. Juega como centrocampista y actualmente se encuentra en el Club Atlético Fénix, de la Primera B Metropolitana, tercera división del fútbol argentino, para los clubes directamente afiliados a la AFA.

## Trayectoria
Inició su carrera en Córdoba, su ciudad natal, en el Instituto Atlético Central Córdoba.

### Boca Juniors
Su debut oficial en el profesionalismo se produjo el 28 de septiembre de 2006, en el partido de ida de los octavos de final de la Copa Sudamericana contra el Nacional de Uruguay, cuando el equipo de la ribera era dirigido por Ricardo La Volpe. El 12 de octubre, por el partido de vuelta de aquella edición de la Copa, Bertolo convirtió su primer gol oficial: en el minuto 83, encontró el balón en el área rival y convirtió el 2-1 final en favor de Boca. Sin embargo, el marcador global finalizó 3-3 y debió definirse todo en los penales, donde el conjunto argentino quedó eliminado. Sólo tres días después, Bertolo sentenció el partido contra Newell's Old Boys por el torneo local, que acabó 3-1. Sería su segundo y último gol con la camiseta boquense.
Durante el año 2007, Bertolo disputó solo nueve partidos (ninguno completo), tres de ellos por la Copa Libertadores que Boca Juniors, obtendría luego de derrotar en la final al Gremio de Porto Alegre. Este fue su primer título como profesional.

### Nacional
Sin más lugar en La Boca, el volante se fue a préstamo al ya mencionado Nacional de Montevideo. Llegó a préstamo en 2008 con un contrato por seis meses, participó 15 partidos del Torneo Clausura, pero en dos ingresó desde el banco de suplentes y en otros fue sustituido, por tanto completó 1.118 minutos en cancha, en los que convirtió 4 goles. Jugó además cinco de los ocho encuentros de Nacional por la Copa Libertadores.

### Banfield
A mediados de 2008, el jugador pasó a ser una copropiedad entre Boca Juniors y Banfield, luego de que el club sureño pagase 750.000 U$D por el 100% de los derechos federativos y el 50% de los derechos económicos. Ya con la camiseta del Taladro, Bertolo tuvo una temporada fantástica, ganándose rápidamente el corazón de los hinchas del club verdiblanco. Los números del volante durante esta etapa fueron contundentes: 35 PJ, 8 goles y una asistencia. Estas actuaciones le valieron el interés de varios clubes, tanto a nivel nacional como a nivel internacional, siendo traspasado a final de temporada al USC Palermo de Italia.

### Palermo
Ya con la camiseta del Palermo, Bertolo compartió equipo con jugadores como Javier Pastore, Antonio Nocerino y Edinson Cavani. Sin embargo, el mediocampista argentino tuvo pocas oportunidades con el equipo, totalizando en la temporada apenas 23 encuentros (la mayoría ingresando como suplente), en los que otorgó una asistencia y no marcó goles. Por este motivo, el conjunto italiano decidió cederlo a préstamo.

### Real Zaragoza
El 6 de agosto de 2010 llegó en calidad de cedido por un año con opción de compra al Real Zaragoza, equipo de la Primera División Española. En esta institución, el estilo de juego de Bertolo cambió radicalmente, pues dejó su posición en el mediocampo y pasó a actuar como extremo izquierdo. El argentino fue titular indiscutido en el conjunto español, siendo incluso pieza importante para evitar el descenso en la última fecha del torneo. Con la camiseta del Zaragoza, Bertolo totalizó 37 encuentros, con cinco goles anotados y dos asistencias. Pese a todo, los ibéricos no hicieron uso de la opción de compra, por lo que el futbolista volvió al Palermo de Italia, dueño de su pase.

### Segundo ciclo en Palermo
De regreso en el conjunto italiano, Nicolás Bertolo fue más tenido en cuenta que en su primera etapa, aunque a diferencia de lo que pasó en su estadía en España, con el Palermo volvió a actuar en el mediocampo. Durante la temporada 2011/12, el cordobés totalizó 30 PJ, cuatro goles y tres asistencias. Para la siguiente temporada, Bertolo no tuvo ya ningún lugar en el equipo italiano, disputando apenas ocho encuentros durante la segunda mitad de 2012. Por este motivo, el mediocampista nuevamente sería cedido a préstamo.

### Cruz Azul
El 28 de diciembre arribó a la Ciudad de México para presentarse como refuerzo de Cruz Azul de cara al Clausura 2013. Su rendimiento con el conjunto cementero fue muy bueno, pese a no ser titular. Durante esta parte de la temporada, su equipo llegó a la final del Torneo Clausura, donde perdió en los penales ante el América, y se coronó campeón de la Copa México Clausura 2013 al vencer en instancia de penales al Atlante FC. Éste fue el segundo título obtenido por Bertolo a lo largo de su carrera como profesional. En cuanto a rendimiento personal, el argentino disputó 17 partidos, marcó dos goles y dio dos asistencias, coronando así un buen semestre.

### Segundo ciclo en Banfield
En agosto de 2013 el jugador decidió volver a la Argentina para vestir nuevamente la camiseta de Banfield y lograr el objetivo de devolver al club a la Primera División luego del descenso de categoría. El conjunto sureño, dirigido por Matías Almeyda, consiguió el ascenso cinco fechas antes de la finalización del Campeonato de Primera B Nacional 2013-14 y se consagró campeón en la penúltima fecha. Bertolo fue figura en el Taladro, jugando 38 encuentros y marcando siete goles.
De regreso en Primera División, Bertolo siguió siendo pieza importante en el equipo. En el Torneo de Transición 2014, el mediocampista tuvo buenos rendimientos pese a que el club tuvo un pésimo semestre, terminando en el 17º puesto de la tabla. En 2015, durante la primera mitad del año, el cordobés jugó catorce encuentros con la camiseta de Banfield, marcando tres goles y otorgando cinco asistencias, y siendo una de las grandes figuras del torneo. 

### River Plate
Sus notables rendimientos llamaron la atención de varios clubes, pero fue finalmente River Plate quien se lo llevó a sus filas durante el receso de invierno. En junio de 2015 se concretó su llegada al club de Nuñez. El futbolista debutó con la camiseta del Millonario el 25 de julio de 2015, ingresando en el segundo tiempo de la victoria 3-1 frente a Colón de Santa Fe. Poco después logró su cuarto título como profesional: la Copa Libertadores 2015. Bertolo disputó las dos finales frente a Tigres UANL de México, la primera de ellas ingresando en el entretiempo por lesión de Rodrigo Mora. Tan sólo una semana después, River Plate se consagró campeón de la Copa Suruga Bank 2015 frente al Gamba Osaka japonés. Bertolo disputó 52 minutos de aquel encuentro que el Millonario ganó 3-0, y obtuvo así su quinto título personal. Sin embargo, y pese a la obtención de dichos títulos, el volante jamás encontró su mejor nivel y estuvo relegado en la mayor parte de las ocasiones al banco de suplentes. Por la falta de rendimientos y oportunidades con el primer equipo, Bertolo fue cedido a préstamo a mediados de 2016 al club donde se consagró, Banfield.

### Tercer ciclo en Banfield
En su tercer ciclo con el Taladro, el volante inició con mal pie el Campeonato de Primera División 2016-17, pero con el correr de las fechas fue agarrando continuidad y fue de menor a mayor su rendimiento en el equipo. En toda la temporada, disputó 25 encuentros, marcó siete goles y otorgó tres asistencias, siendo la gran figura del equipo que, tras un buen campeonato, clasificó a la Copa Libertadores 2018. Producto de sus notables rendimientos, el 1 de agosto de 2017 Banfield decidió renovar su préstamo por otra temporada con opción de compra. En la temporada 2017/18, Bertolo totalizó 23 PJ, tres goles y cinco asistencias. Finalizada la temporada, el mediocampista debía regresar a River Plate; sin embargo, y ante su deseo de continuar en Banfield, Nicolás Bertolo se desvinculó del club de Núñez y llegó como agente libre al conjunto verdiblanco.

### Platense
El 17 de febrero de 2021 fue confirmada su contratación por el Club Atlético Platense, en el regreso del Calamar a la Primera División de Argentina tras 22 años en el Ascenso.

## Selección nacional
Fue convocado por Sergio Batista, el 1 de junio de 2011 debuta oficialmente entrando a los 61 minutos del segundo tiempo en un partido contra Nigeria, que terminaría perdiendo 4-1.
Su segundo partido sería frente a Polonia en una derrota por 2-1, ingresando en el entretiempo reemplazando a Fernando Belluschi.

## Estadísticas

### Clubes
- Actualizado hasta el 19 de mayo de 2023.

| Club | Div.                | Temporada           | Liga  | Liga  | Liga   | Copas Nacionales(1) | Copas Nacionales(1) | Copas Nacionales(1) | Torneos Internacionales(2) | Torneos Internacionales(2) | Torneos Internacionales(2) | Total | Total | Total  | Media goleadora(3) |
| Club | Div.                | Temporada           | Part. | Goles | Asist. | Part.               | Goles               | Asist.              | Part.                      | Goles                      | Asist.                     | Part. | Goles | Asist. | Media goleadora(3) |
| --- | ------------------- | ------------------- | ----- | ----- | ------ | ------------------- | ------------------- | ------------------- | -------------------------- | -------------------------- | -------------------------- | ----- | ----- | ------ | ------------------ |
| C.A. Boca Juniors Argentina |                     |                     |       |       |        |                     |                     |                     |                            |                            |                            |       |       |        |                    |
| 1.ª | 2006-07             | 6                   | 1     | 0     | -      | -                   | -                   | 5                   | 1                          | 0                          | 11                         | 2     | 0     | 0,18   |                    |
| 1.ª | 2007-08             | 4                   | 0     | 1     | -      | -                   | -                   | 0                   | 0                          | 0                          | 4                          | 0     | 1     | 0,00   |                    |
| Total | Total               | 10                  | 1     | 1     | -      | -                   | -                   | 5                   | 1                          | 0                          | 15                         | 2     | 1     | 0,13   |                    |
| Nacional · Uruguay |                     |                     |       |       |        |                     |                     |                     |                            |                            |                            |       |       |        |                    |
| 1.ª | 2007-08             | 15                  | 4     | 3     | -      | -                   | -                   | 7                   | 0                          | 0                          | 23                         | 4     | 3     | 0,18   |                    |
| Total | Total               | 15                  | 4     | 3     | -      | -                   | -                   | 7                   | 0                          | 0                          | 23                         | 4     | 3     | 0,18   |                    |
| C.A. Banfield Argentina |                     |                     |       |       |        |                     |                     |                     |                            |                            |                            |       |       |        |                    |
| 1.ª | 2008-09             | 35                  | 8     | 1     | -      | -                   | -                   | -                   | -                          | -                          | 35                         | 8     | 1     | 0,22   |                    |
| 2.ª | 2013-14             | 39                  | 7     | 1     | 2      | 0                   | 0                   | -                   | -                          | -                          | 41                         | 7     | 1     | 0,17   |                    |
| 1.ª | 2014                | 11                  | 3     | 2     | 0      | 0                   | 0                   | -                   | -                          | -                          | 11                         | 3     | 2     | 0,27   |                    |
| 1.ª | 2015                | 14                  | 3     | 5     | 1      | 1                   | 0                   | -                   | -                          | -                          | 15                         | 4     | 5     | 0,26   |                    |
| 1.ª | 2016-17             | 25                  | 7     | 4     | 1      | 0                   | 0                   | 2                   | 0                          | 0                          | 28                         | 7     | 4     | 0,25   |                    |
| 1.ª | 2017-18             | 15                  | 0     | 5     | 2      | 1                   | 0                   | 4                   | 1                          | 0                          | 21                         | 2     | 5     | 0,09   |                    |
| 1.ª | 2018-19             | 10                  | 2     | 1     | 4      | 0                   | 0                   | 4                   | 2                          | 0                          | 18                         | 4     | 1     | 0,22   |                    |
| 1.ª | 2019-20             | 19                  | 1     | 2     | 2      | 0                   | 0                   | 0                   | 0                          | 0                          | 21                         | 1     | 2     | 0,07   |                    |
| 1.ª | 2022                | 11                  | 0     | 0     | 2      | 0                   | 0                   | -                   | -                          | -                          | 13                         | 0     | 0     | 0,00   |                    |
| 1.ª | 2023                | 7                   | 0     | 0     | 0      | 0                   | 0                   | -                   | -                          | -                          | 7                          | 0     | 0     | 0,00   |                    |
| Total | Total               | 186                 | 31    | 20    | 14     | 2                   | 0                   | 10                  | 3                          | 0                          | 210                        | 36    | 21    | 0,19   |                    |
| USC Palermo · Italia |                     |                     |       |       |        |                     |                     |                     |                            |                            |                            |       |       |        |                    |
| 1.ª | 2009-10             | 22                  | 0     | 1     | 2      | 0                   | 0                   | -                   | -                          | -                          | 24                         | 0     | 1     | 0,00   |                    |
| 1.ª | 2011-12             | 28                  | 3     | 2     | 1      | 1                   | 1                   | 1                   | 0                          | 0                          | 30                         | 4     | 3     | 0,13   |                    |
| 1.ª | 2012-13             | 7                   | 0     | 0     | 1      | 0                   | 0                   | -                   | -                          | -                          | 8                          | 0     | 0     | 0,00   |                    |
| Total | Total               | 57                  | 3     | 3     | 4      | 1                   | 1                   | 1                   | 0                          | 0                          | 62                         | 4     | 4     | 0,00   |                    |
| Real Zaragoza · España |                     |                     |       |       |        |                     |                     |                     |                            |                            |                            |       |       |        |                    |
| 1.ª | 2010-11             | 36                  | 5     | 2     | 1      | 0                   | 0                   | -                   | -                          | -                          | 37                         | 5     | 2     | 0,13   |                    |
| Total | Total               | 36                  | 5     | 2     | 1      | 0                   | 0                   | -                   | -                          | -                          | 37                         | 5     | 2     | 0,13   |                    |
| Cruz Azul · México |                     |                     |       |       |        |                     |                     |                     |                            |                            |                            |       |       |        |                    |
| 1.ª | 2012-13             | 15                  | 2     | 1     | 5      | 0                   | 1                   | -                   | -                          | -                          | 20                         | 2     | 2     | 0,10   |                    |
| Total | Total               | 15                  | 2     | 1     | 5      | 0                   | 1                   | -                   | -                          | -                          | 20                         | 2     | 2     | 0,10   |                    |
| C.A. River Plate Argentina |                     |                     |       |       |        |                     |                     |                     |                            |                            |                            |       |       |        |                    |
| 1.ª | 2015                | 8                   | 0     | 0     | 1      | 0                   | 0                   | 5                   | 0                          | 0                          | 14                         | 0     | 0     | 0,00   |                    |
| 1.ª | 2016                | 7                   | 0     | 1     | 0      | 0                   | 0                   | 2                   | 0                          | 1                          | 9                          | 0     | 2     | 0,00   |                    |
| Total | Total               | 15                  | 0     | 1     | 1      | 0                   | 0                   | 7                   | 0                          | 1                          | 23                         | 0     | 2     | 0,00   |                    |
| C.A. Platense Argentina |                     |                     |       |       |        |                     |                     |                     |                            |                            |                            |       |       |        |                    |
| 1.ª | 2021                | 17                  | 1     | 2     | 7      | 0                   | 0                   | -                   | -                          | -                          | 24                         | 1     | 2     | 0,04   |                    |
| 1.ª | 2022                | 0                   | 0     | 0     | 10     | 0                   | 2                   | -                   | -                          | -                          | 10                         | 0     | 2     | 0,00   |                    |
| Total | Total               | 17                  | 1     | 2     | 17     | 0                   | 2                   | 0                   | 0                          | 0                          | 34                         | 1     | 4     | 0,02   |                    |
| Total en su carrera | Total en su carrera | Total en su carrera | 350   | 47    | 34     | 53                  | 3                   | 6                   | 30                         | 4                          | 1                          | 433   | 54    | 41     | 0,13               |
| (1) Las copas nacionales se refiere a la Copa Argentina, Copa Italia, Copa del Rey, Copa México y Copa de la Superliga. (2) Las copas internacionales se refiere a la Copa Sudamericana, Copa Libertadores de América, Liga Europea de la UEFA y Copa Suruga Bank. (3) No incluye datos de partidos amistosos ni categorías inferiores. |                     |                     |       |       |        |                     |                     |                     |                            |                            |                            |       |       |        |                    |

### Selección
| \| Fecha \| Ciudad \| Local \| Resultado \| Visitante \| Competencia \| Goles \| Asistencias \| \| ---------- \| -------- \| ---------- \| --------- \| --------- \| ------------------- \| ----- \| ----------- \| \| 2011-06-01 \| Varsovia \| Polonia \| 2-1 \| Argentina \| Amistoso \| 0 \| 0 \| \| 2011-06-05 \| Abuya \| Nigeria \| 4-1 \| Argentina \| Amistoso \| 0 \| 0 \| \| Total \| \| Presencias \| 2 \| \| Goles y asistencias \| 0 \| 0 \| |          |            |           |           |                     |       |             |
| Fecha | Ciudad   | Local      | Resultado | Visitante | Competencia         | Goles | Asistencias |
| 2011-06-01 | Varsovia | Polonia    | 2-1       | Argentina | Amistoso            | 0     | 0           |
| 2011-06-05 | Abuya    | Nigeria    | 4-1       | Argentina | Amistoso            | 0     | 0           |
| Total |          | Presencias | 2         |           | Goles y asistencias | 0     | 0           |

### Resumen estadístico
|                      | Partidos | Goles | Promedio | Asistencias | Promedio |
| -------------------- | -------- | ----- | -------- | ----------- | -------- |
| Liga                 | 283      | 43    | 0,15     | 27          | 0,09     |
| Copas nacionales     | 17       | 3     | 0,17     | 2           | 0,11     |
| Copa Internacionales | 25       | 2     | 0,08     | 1           | 0,04     |
| Selección Argentina  | 2        | 0     | 0,00     | 0           | 0,00     |
| Total                | 327      | 48    | 0,14     | 30          | 0,09     |

## Palmarés

### Campeonatos nacionales
| Título                           | Club          | Sede     | Año     |
| -------------------------------- | ------------- | -------- | ------- |
| Copa México                      | Cruz Azul     | Cancún   | 2013    |
| Campeonato de Primera B Nacional | C.A. Banfield | Banfield | 2013/14 |

### Campeonatos internacionales
| Título            | Club              | Sede         | Año  |
| ----------------- | ----------------- | ------------ | ---- |
| Copa Libertadores | C.A. Boca Juniors | Porto Alegre | 2007 |
| Copa Libertadores | C.A. River Plate  | Buenos Aires | 2015 |
| Copa Suruga Bank  | C.A. River Plate  | Suita        | 2015 |